# South Philadelphia

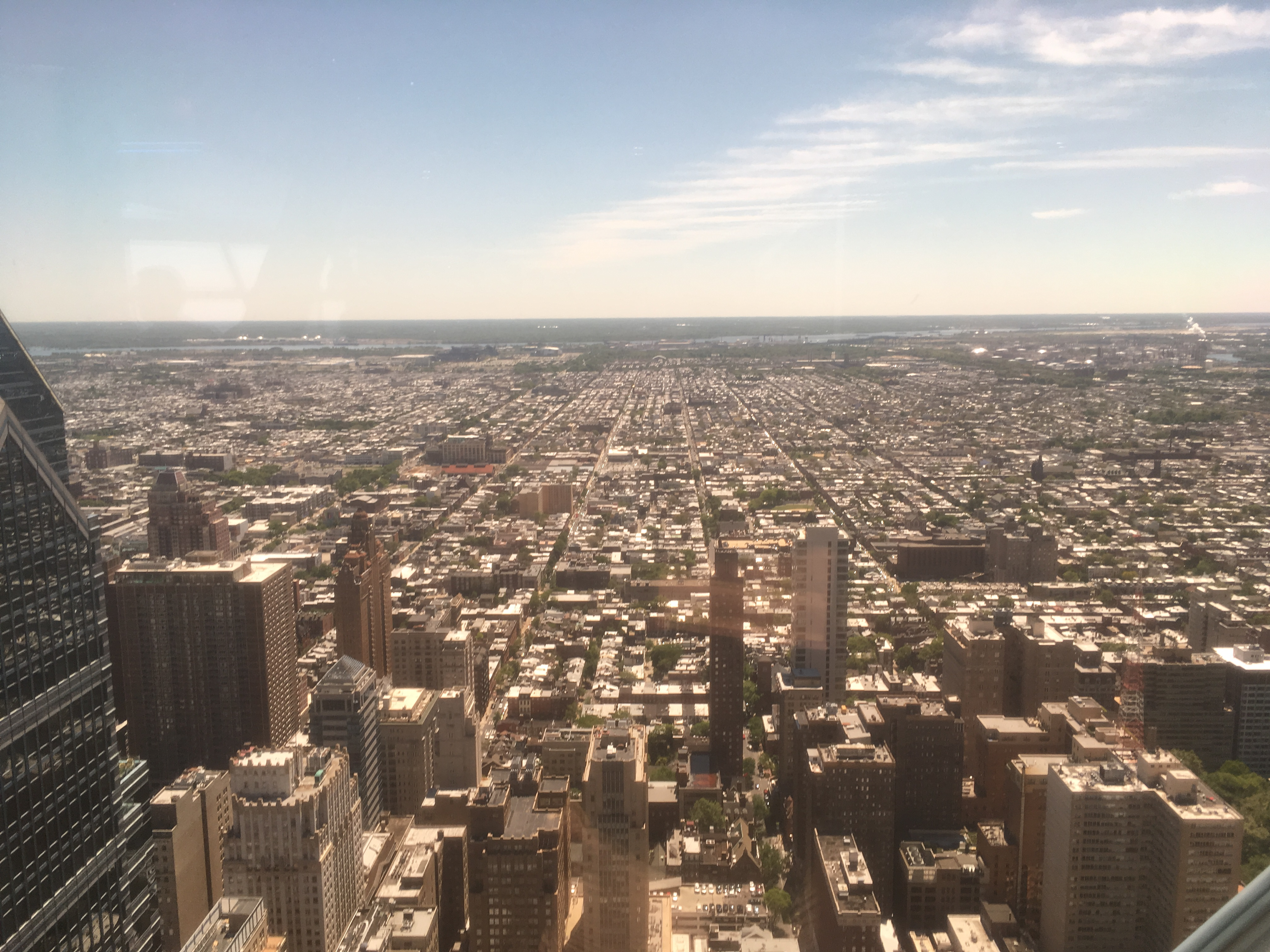
Vista di Sud Filadelfia dall'alto

South Philadelphia (Filadelfia Sud)  soprannominato South Philly, è un quartiere di Filadelfia circondato da South Street a nord, dal Fiume Delaware a est e a sud e dal fiume Schuylkill a ovest.
Il quartiere è conosciuto per essere composto in gran parte dalla comunità italoamericana ma anche da una forte presenza di afroamericani.